# Anisodes fuscisecta
Anisodes fuscisecta là một loài bướm đêm trong họ Geometridae.